# Der Klassiker
Der Klassiker (en español, El Clásico) es el nombre que recibe la rivalidad y el partido de fútbol que disputan anualmente el Bayern de Múnich y el Borussia Dortmund. Son los dos equipos por excelencia del fútbol alemán. Su rivalidad se debe principalmente a que se reparten buena parte de los títulos a lo largo de la temporada.
El término «clásico alemán» se ha hecho muy popular para describir los partidos entre el Bayern de Múnich y el Borussia Dortmund entre la prensa foránea. La rivalidad entre ambos equipos esta formalizada como «clásico» desde 1997 cuando el Borussia Dortmund ganó la Liga de Campeones en el Estadio del Bayern de Múnich. Por ejemplo, el Bayern estuvo rivalizado contra el Borussia Mönchengladbach en los años 70, el Hamburgo en los años 80 y el Werder Bremen en los años 90.

## Origen del clásico
El primer clásico de la historia en competición oficial fue el 16 de octubre de 1965, primer año del Bayern de Múnich en la 1. Bundesliga, recibía por primera vez al Borussia Dortmund que se impuso al conjunto Bávaro por 0:2 con doblete de Reinhold Wosab, a partir de ese momento, algunos descensos a finales de los 60's y a principios de los 70's, victorias ajustadas tanto de unos como de otros, pero el Dortmund luchaba por los puestos de abajo mientras que el gran Clásico Alemán en esos tiempos eran los enfrentamientos del Bayern contra el Werder Bremen contendientes principales por la 1. Bundesliga.
La consideración de grande para el Borussia Dortmund llegó en los 90's cuándo el equipo empezó a luchar por la Bundesliga o incluso la Liga de Campeones. Cabe destacar que ganó la Liga de Campeones de la UEFA 1996-97 al imponerse en el Estadio Olímpico de Múnich a la Juventus por 3:1, a partir de ese momento, el Borussia y el Bayern se han disputado ligas, copas e incluso disputaron la final de la Liga de Campeones de la UEFA 2012-13 en el Estadio de Wembley con la victoria para el club bávaro por 2:1.

## Historial
| Competición                  | Partidos jugados | Ganados por Bayern de Múnich | Empates | Ganados por Borussia Dortmund |
| ---------------------------- | ---------------- | ---------------------------- | ------- | ----------------------------- |
| Bundesliga                   | 111              | 54                           | 31      | 26                            |
| Copa de Alemania             | 11               | 6                            | 3       | 2                             |
| Supercopa de Alemania        | 9                | 4                            | 1       | 4                             |
| Copa de la Liga de Alemania  | 2                | 2                            | 0       | 0                             |
| Liga de Campeones de la UEFA | 3                | 1                            | 1       | 1                             |
| Total                        | 136              | 67                           | 36      | 33                            |

Actualizado al último partido jugado el 30 de noviembre de 2024.

### Bundesliga
| Temporada | Fecha      | Local             | Resultado | Visitante         |
| --------- | ---------- | ----------------- | --------- | ----------------- |
| 1965-66   | 16-10-1965 | Bayern de Múnich  | 0–2       | Borussia Dortmund |
| 1965-66   | 12-03-1966 | Borussia Dortmund | 3–0       | Bayern de Múnich  |
| 1966-67   | 17-12-1966 | Bayern de Múnich  | 1–0       | Borussia Dortmund |
| 1966-67   | 03-06-1967 | Borussia Dortmund | 4–0       | Bayern de Múnich  |
| 1967-68   | 09-09-1967 | Borussia Dortmund | 6–3       | Bayern de Múnich  |
| 1967-68   | 02-04-1968 | Bayern de Múnich  | 2–0       | Borussia Dortmund |
| 1968-69   | 30-10-1968 | Bayern de Múnich  | 4–1       | Borussia Dortmund |
| 1968-69   | 19-04-1969 | Borussia Dortmund | 0–1       | Bayern de Múnich  |
| 1969-70   | 12-09-1969 | Bayern de Múnich  | 3–0       | Borussia Dortmund |
| 1969-70   | 07-02-1970 | Borussia Dortmund | 1–3       | Bayern de Múnich  |
| 1970-71   | 28-08-1970 | Borussia Dortmund | 0–0       | Bayern de Múnich  |
| 1970-71   | 04-05-1971 | Bayern de Múnich  | 1–1       | Borussia Dortmund |
| 1971-72   | 27-11-1971 | Bayern de Múnich  | 11–1      | Borussia Dortmund |
| 1971-72   | 24-06-1972 | Borussia Dortmund | 0–1       | Bayern de Múnich  |
| 1976-77   | 02-10-1976 | Borussia Dortmund | 3–3       | Bayern de Múnich  |
| 1976-77   | 12-03-1977 | Bayern de Múnich  | 1–2       | Borussia Dortmund |
| 1977-78   | 12-10-1977 | Bayern de Múnich  | 3–0       | Borussia Dortmund |
| 1977-78   | 04-03-1978 | Borussia Dortmund | 1–1       | Bayern de Múnich  |
| 1978-79   | 12-08-1978 | Borussia Dortmund | 1–0       | Bayern de Múnich  |
| 1978-79   | 10-02-1979 | Bayern de Múnich  | 4–0       | Borussia Dortmund |
| 1979-80   | 24-11-1979 | Bayern de Múnich  | 4–2       | Borussia Dortmund |
| 1979-80   | 03-05-1980 | Borussia Dortmund | 1–0       | Bayern de Múnich  |
| 1980-81   | 19-08-1980 | Bayern de Múnich  | 5–3       | Borussia Dortmund |
| 1980-81   | 24-01-1981 | Borussia Dortmund | 2–2       | Bayern de Múnich  |
| 1981-82   | 26-09-1981 | Borussia Dortmund | 2–0       | Bayern de Múnich  |
| 1981-82   | 13-03-1982 | Bayern de Múnich  | 3–1       | Borussia Dortmund |
| 1982-83   | 27-11-1982 | Bayern de Múnich  | 3–0       | Borussia Dortmund |
| 1982-83   | 21-05-1983 | Borussia Dortmund | 4–4       | Bayern de Múnich  |
| 1983-84   | 03-12-1983 | Bayern de Múnich  | 1–0       | Borussia Dortmund |
| 1983-84   | 19-05-1984 | Borussia Dortmund | 1–1       | Bayern de Múnich  |
| 1984-85   | 15-09-1984 | Bayern de Múnich  | 1–0       | Borussia Dortmund |
| 1984-85   | 02-03-1985 | Borussia Dortmund | 1–1       | Bayern de Múnich  |
| 1985-86   | 09-11-1985 | Bayern de Múnich  | 0–1       | Borussia Dortmund |
| 1985-86   | 12-04-1986 | Borussia Dortmund | 0–3       | Bayern de Múnich  |
| 1986-87   | 09-08-1986 | Bayern de Múnich  | 2–2       | Borussia Dortmund |
| 1986-87   | 21-02-1987 | Borussia Dortmund | 2–2       | Bayern de Múnich  |
| 1987-88   | 01-08-1987 | Borussia Dortmund | 1–3       | Bayern de Múnich  |
| 1987-88   | 28-11-1987 | Bayern de Múnich  | 1–3       | Borussia Dortmund |
| 1988-89   | 12-10-1988 | Bayern de Múnich  | 1–1       | Borussia Dortmund |
| 1988-89   | 15-04-1989 | Borussia Dortmund | 1–1       | Bayern de Múnich  |
| 1989-90   | 18-11-1989 | Borussia Dortmund | 2–2       | Bayern de Múnich  |
| 1989-90   | 12-05-1990 | Bayern de Múnich  | 3–0       | Borussia Dortmund |
| 1990-91   | 10-11-1990 | Bayern de Múnich  | 2–3       | Borussia Dortmund |
| 1990-91   | 17-05-1991 | Borussia Dortmund | 2–3       | Bayern de Múnich  |
| 1991-92   | 12-10-1991 | Bayern de Múnich  | 0–3       | Borussia Dortmund |
| 1991-92   | 10-04-1992 | Borussia Dortmund | 3–0       | Bayern de Múnich  |
| 1992-93   | 25-09-1992 | Borussia Dortmund | 1–2       | Bayern de Múnich  |
| 1992-93   | 10-04-1993 | Bayern de Múnich  | 2–0       | Borussia Dortmund |
| 1993-94   | 25-09-1993 | Borussia Dortmund | 1–1       | Bayern de Múnich  |
| 1993-94   | 20-03-1994 | Bayern de Múnich  | 0–0       | Borussia Dortmund |
| 1994-95   | 02-10-1994 | Borussia Dortmund | 1–0       | Bayern de Múnich  |
| 1994-95   | 22-04-1995 | Bayern de Múnich  | 2–1       | Borussia Dortmund |
| 1995-96   | 01-10-1995 | Borussia Dortmund | 3–1       | Bayern de Múnich  |
| 1995-96   | 30-03-1996 | Bayern de Múnich  | 1–0       | Borussia Dortmund |
| 1996-97   | 20-10-1996 | Bayern de Múnich  | 0–0       | Borussia Dortmund |
| 1996-97   | 19-04-1997 | Borussia Dortmund | 1–1       | Bayern de Múnich  |
| 1997-98   | 11-11-1997 | Borussia Dortmund | 0–2       | Bayern de Múnich  |
| 1997-98   | 09-05-1998 | Bayern de Múnich  | 4–0       | Borussia Dortmund |
| 1998-99   | 04-10-1998 | Bayern de Múnich  | 2–2       | Borussia Dortmund |
| 1998-99   | 03-04-1999 | Borussia Dortmund | 2–2       | Bayern de Múnich  |
| 1999-2000 | 04-12-1999 | Bayern de Múnich  | 1–1       | Borussia Dortmund |
| 1999-2000 | 23-04-2000 | Borussia Dortmund | 0–1       | Bayern de Múnich  |
| 2000-01   | 04-11-2000 | Bayern de Múnich  | 6–2       | Borussia Dortmund |
| 2000-01   | 07-04-2001 | Borussia Dortmund | 1–1       | Bayern de Múnich  |
| 2001-02   | 08-09-2001 | Borussia Dortmund | 0–2       | Bayern de Múnich  |
| 2001-02   | 09-02-2002 | Bayern de Múnich  | 1–1       | Borussia Dortmund |
| 2002-03   | 09-11-2002 | Bayern de Múnich  | 2–1       | Borussia Dortmund |
| 2002-03   | 19-04-2003 | Borussia Dortmund | 1–0       | Bayern de Múnich  |
| 2003-04   | 09-11-2003 | Bayern de Múnich  | 4–1       | Borussia Dortmund |
| 2003-04   | 17-04-2004 | Borussia Dortmund | 2–0       | Bayern de Múnich  |
| 2004-05   | 18-09-2004 | Borussia Dortmund | 2–2       | Bayern de Múnich  |
| 2004-05   | 19-02-2005 | Bayern de Múnich  | 5–0       | Borussia Dortmund |
| 2005-06   | 17-12-2005 | Borussia Dortmund | 1–2       | Bayern de Múnich  |
| 2005-06   | 13-05-2006 | Bayern de Múnich  | 3–3       | Borussia Dortmund |
| 2006-07   | 11-08-2006 | Bayern de Múnich  | 2–0       | Borussia Dortmund |
| 2006-07   | 26-01-2007 | Borussia Dortmund | 3–2       | Bayern de Múnich  |
| 2007-08   | 28-10-2007 | Borussia Dortmund | 0–0       | Bayern de Múnich  |
| 2007-08   | 13-04-2008 | Bayern de Múnich  | 5–0       | Borussia Dortmund |
| 2008-09   | 23-08-2008 | Borussia Dortmund | 1–1       | Bayern de Múnich  |
| 2008-09   | 08-02-2009 | Bayern de Múnich  | 3–1       | Borussia Dortmund |
| 2009-10   | 12-12-2009 | Borussia Dortmund | 1–5       | Bayern de Múnich  |
| 2009-10   | 13-02-2010 | Bayern de Múnich  | 3–1       | Borussia Dortmund |
| 2010-11   | 03-10-2010 | Borussia Dortmund | 2–0       | Bayern de Múnich  |
| 2010-11   | 26-02-2011 | Bayern de Múnich  | 1–3       | Borussia Dortmund |
| 2011-12   | 19-11-2011 | Bayern de Múnich  | 0–1       | Borussia Dortmund |
| 2011-12   | 11-04-2012 | Borussia Dortmund | 1–0       | Bayern de Múnich  |
| 2012-13   | 01-12-2012 | Bayern de Múnich  | 1–1       | Borussia Dortmund |
| 2012-13   | 04-05-2013 | Borussia Dortmund | 1–1       | Bayern de Múnich  |
| 2013-14   | 23-11-2013 | Borussia Dortmund | 0–3       | Bayern de Múnich  |
| 2013-14   | 12-04-2014 | Bayern de Múnich  | 0–3       | Borussia Dortmund |
| 2014-15   | 01-11-2014 | Bayern de Múnich  | 2–1       | Borussia Dortmund |
| 2014-15   | 04-04-2015 | Borussia Dortmund | 0–1       | Bayern de Múnich  |
| 2015-16   | 04-10-2015 | Bayern de Múnich  | 5–1       | Borussia Dortmund |
| 2015-16   | 05-03-2016 | Borussia Dortmund | 0–0       | Bayern de Múnich  |
| 2016-17   | 19-11-2016 | Borussia Dortmund | 1–0       | Bayern de Múnich  |
| 2016-17   | 08-04-2017 | Bayern de Múnich  | 4–1       | Borussia Dortmund |
| 2017-18   | 04-11-2017 | Borussia Dortmund | 1–3       | Bayern de Múnich  |
| 2017-18   | 31-03-2018 | Bayern de Múnich  | 6–0       | Borussia Dortmund |
| 2018-19   | 10-11-2018 | Borussia Dortmund | 3–2       | Bayern de Múnich  |
| 2018-19   | 06-04-2019 | Bayern de Múnich  | 5–0       | Borussia Dortmund |
| 2019-20   | 09-11-2019 | Bayern de Múnich  | 4–0       | Borussia Dortmund |
| 2019-20   | 26-05-2020 | Borussia Dortmund | 0–1       | Bayern de Múnich  |
| 2020-21   | 07-11-2020 | Borussia Dortmund | 2–3       | Bayern de Múnich  |
| 2020-21   | 06-03-2021 | Bayern de Múnich  | 4–2       | Borussia Dortmund |
| 2021-22   | 04-12-2021 | Borussia Dortmund | 2–3       | Bayern de Múnich  |
| 2021-22   | 23-04-2022 | Bayern de Múnich  | 3–1       | Borussia Dortmund |
| 2022-23   | 08-10-2022 | Borussia Dortmund | 2–2       | Bayern de Múnich  |
| 2022-23   | 01-04-2023 | Bayern de Múnich  | 4–2       | Borussia Dortmund |
| 2023-24   | 04-11-2023 | Borussia Dortmund | 0–4       | Bayern de Múnich  |
| 2023-24   | 30-03-2024 | Bayern de Múnich  | 0–2       | Borussia Dortmund |
| 2024-25   | 30-11-2024 | Borussia Dortmund | 1–1       | Bayern de Múnich  |
| 2024-25   | 12-04-2025 | Bayern de Múnich  | 2– 2      | Borussia Dortmund |

### Copa de Alemania
| Temporada | Fecha      | Local             | Resultado    | Visitante         |
| --------- | ---------- | ----------------- | ------------ | ----------------- |
| 1965-66   | 2-02-1966  | Bayern de Múnich  | 2–0          | Borussia Dortmund |
| 1981-82   | 5-12-1982  | Bayern de Múnich  | 4–0          | Borussia Dortmund |
| 1992-93   | 12-09-1992 | Borussia Dortmund | 2–2 (5-4 p.) | Bayern de Múnich  |
| 2007-08   | 19-04-2008 | Borussia Dortmund | 1–2          | Bayern de Múnich  |
| 2011-12   | 12-05-2012 | Borussia Dortmund | 5–2          | Bayern de Múnich  |
| 2012-13   | 27-02-2013 | Bayern de Múnich  | 1–0          | Borussia Dortmund |
| 2013-14   | 17-05-2014 | Borussia Dortmund | 0–2          | Bayern de Múnich  |
| 2014-15   | 28-04-2015 | Bayern de Múnich  | 1–1 (0-2 p.) | Borussia Dortmund |
| 2015-16   | 21-05-2016 | Bayern de Múnich  | 0–0 (4-3 p.) | Borussia Dortmund |
| 2016-17   | 26-04-2017 | Bayern de Múnich  | 2–3          | Borussia Dortmund |
| 2017-18   | 20-12-2017 | Bayern de Múnich  | 2–1          | Borussia Dortmund |

### Supercopa de Alemania
| Temporada | Fecha      | Local             | Resultado    | Visitante         |
| --------- | ---------- | ----------------- | ------------ | ----------------- |
| 1989      | 25-07-1989 | Bayern de Múnich  | 3–4          | Borussia Dortmund |
| 2012      | 12-08-2012 | Bayern de Múnich  | 2–1          | Borussia Dortmund |
| 2013      | 27-07-2013 | Borussia Dortmund | 4–2          | Bayern de Múnich  |
| 2014      | 13-08-2014 | Borussia Dortmund | 2–0          | Bayern de Múnich  |
| 2016      | 14-08-2016 | Borussia Dortmund | 0–2          | Bayern de Múnich  |
| 2017      | 05-08-2017 | Borussia Dortmund | 2–2 (4-5 p.) | Bayern de Múnich  |
| 2019      | 03-08-2019 | Borussia Dortmund | 2–0          | Bayern de Múnich  |
| 2020      | 30-09-2020 | Bayern de Múnich  | 3–2          | Borussia Dortmund |
| 2021      | 17-08-2021 | Borussia Dortmund | 1–3          | Bayern de Múnich  |

### Copa de la Liga de Alemania
| Temporada | Fecha      | Local            | Resultado | Visitante         |
| --------- | ---------- | ---------------- | --------- | ----------------- |
| 1997      | 23-07-1997 | Bayern de Múnich | 2–0       | Borussia Dortmund |
| 1999      | 14-07-1999 | Bayern de Múnich | 1–0       | Borussia Dortmund |

### Liga de Campeones de la UEFA
| Temporada | Fecha      | Local             | Resultado | Visitante         |
| --------- | ---------- | ----------------- | --------- | ----------------- |
| 1997-98   | 04-03-1998 | Bayern de Múnich  | 0–0       | Borussia Dortmund |
| 1997-98   | 18-03-1998 | Borussia Dortmund | 1–0       | Bayern de Múnich  |
| 2012-13   | 25-05-2013 | Borussia Dortmund | 1–2       | Bayern de Múnich  |

### Partidos que decidieron un título
Ambos clubes se han enfrentado para decidir un título 14 veces; con 10 victorias para los bávaros y 4 para las abejas. Estos enfrentamientos corresponden a uno de Liga de Campeones, nueve de la Supercopa de Alemania y cuatro de la Copa de Alemania.
Nombres de equipos en la época. Indicados partidos de finales definitorios de un título.
| Temporada                    | Campeón           | Resultado        | Subcampeón        | Sede Final                           |
| Copa de Alemania             | Copa de Alemania  | Copa de Alemania | Copa de Alemania  |                                      |
| ---------------------------- | ----------------- | ---------------- | ----------------- | ------------------------------------ |
| 2007-08                      | Bayern Múnich     | 2 - 1            | Borussia Dortmund | Olímpico, Berlín                     |
| 2011-12                      | Borussia Dortmund | 5 - 2            | Bayern Múnich     | Olímpico, Berlín                     |
| 2013-14                      | Bayern Múnich     | 2 - 0            | Borussia Dortmund | Olímpico, Berlín                     |
| 2015-16                      | Bayern Múnich     | 0 (4) - 0 (3)    | Borussia Dortmund | Olímpico, Berlín                     |
| Supercopa de Alemania        |                   |                  |                   |                                      |
| 1989                         | Borussia Dortmund | 4 - 3            | Bayern Múnich     | Estadio Fritz Walter, Kaiserslautern |
| 2012                         | Bayern Múnich     | 2 - 1            | Borussia Dortmund | Allianz Arena, Múnich                |
| 2013                         | Borussia Dortmund | 4 - 2            | Bayern Múnich     | Allianz Arena, Múnich                |
| 2014                         | Borussia Dortmund | 2 - 0            | Bayern Múnich     | Signal Iduna Park, Dortmund          |
| 2016                         | Bayern Múnich     | 2 - 0            | Borussia Dortmund | Signal Iduna Park, Dortmund          |
| 2017                         | Bayern Múnich     | 2 (5) - 0 (4)    | Borussia Dortmund | Signal Iduna Park, Dortmund          |
| 2019                         | Borussia Dortmund | 2 - 0            | Bayern Múnich     | Signal Iduna Park, Dortmund          |
| 2020                         | Bayern Múnich     | 3 - 2            | Borussia Dortmund | Allianz Arena, Múnich                |
| 2021                         | Bayern Múnich     | 3 - 1            | Borussia Dortmund | Signal Iduna Park, Dortmund          |
| Liga de Campeones de la UEFA |                   |                  |                   |                                      |
| 2012-13                      | Bayern Múnich     | 2 - 1            | Borussia Dortmund | Wembley, Londres                     |

## Palmarés
| Datos actualizados a la consecución del último título por parte de alguno de los implicados el 16 de agosto de 2025. |

## Máximos goleadores
| #  | Jugador               | Equipo            | Liga | Liga | DFB Pokal | DFB Pokal | Copa de la Liga | Copa de la Liga | Supercopa | Supercopa | Copa de Europa | Copa de Europa | Total | Total | Total |
| #  | Jugador               | Equipo            | P.J. | G.   | P.J.      | G.        | P.J.            | G.              | P.J.      | G.        | P.J.           | G.             | P.J.  | G.    | G/P   |
| -- | --------------------- | ----------------- | ---- | ---- | --------- | --------- | --------------- | --------------- | --------- | --------- | -------------- | -------------- | ----- | ----- | ----- |
| 1  | Robert Lewandowski    | Ambos clubes      | 24   | 24   | 7         | 4         | Inexistente     | Inexistente     | 8         | 4         | 1              | —              | 40    | 32    | 0.80  |
| 2  | Gerd Müller           | Bayern de Múnich  | 19   | 14   | 1         | 1         | Inexistente     | Inexistente     | —         | —         | —              | —              | 20    | 15    | 0.75  |
| 3  | Thomas Müller         | Bayern de Múnich  | 25   | 8    | 7         | 2         | Inexistente     | Inexistente     | 8         | 4         | 1              | —              | 41    | 14    | 0.34  |
| 4  | Arjen Robben          | Bayern de Múnich  | 12   | 5    | 5         | 3         | Inexistente     | Inexistente     | 2         | 2         | 1              | 1              | 20    | 11    | 0.55  |
| 5  | Karl-Heinz Rummenigge | Bayern de Múnich  | 15   | 9    | 1         | 1         | Inexistente     | Inexistente     | —         | —         | —              | —              | 16    | 10    | 0.63  |
| 6  | Marco Reus            | Borussia Dortmund | 17   | 5    | 5         | 1         | Inexistente     | Inexistente     | 5         | 3         | 1              | —              | 28    | 9     | 0.32  |
| 7  | Lothar Emmerich       | Borussia Dortmund | 8    | 8    | 1         | —         | Inexistente     | Inexistente     | —         | —         | —              | —              | 9     | 8     | 0.89  |
| 8  | Roy Makaay            | Bayern de Múnich  | 8    | 7    | —         | —         | Inexistente     | Inexistente     | —         | —         | —              | —              | 8     | 7     | 0.88  |
| 9  | Giovane Élber         | Bayern de Múnich  | 8    | 6    | —         | —         | 1               | 1               | —         | —         | 2              | —              | 11    | 7     | 0.64  |
| 10 | Manfred Burgsmüller   | Borussia Dortmund | 13   | 7    | 1         | —         | Inexistente     | Inexistente     | —         | —         | —              | —              | 14    | 7     | 0.5   |

## Futbolistas que han jugado en ambos equipos
| Lista completa |
| --- |
| C - Emre Can F - Markus Feulner - Torsten Frings G - Mario Götze - Raphaël Guerreiro H - Thomas Helmer - Mats Hummels K - Jürgen Kohler - Robert Kovač L - Robert Lewandowski N - Christian Nerlinger P - Ivan Perišić R - Stefan Reuter - Sebastian Rode - Michael Rummenigge S - Marcel Sabitzer - Harald Schumacher - Niklas Süle W - Jürgen Wegmann |